# Греки в Омахе (Небраска)
История греков Омахи (Небраска, США) берёт своё начало в 1880-х годах, когда прибытие иммигрантов, на первых порах работавших на городских железных дорогах, привело к быстрому росту численности общины и основанию большого нейборхуда в Южной Омахе, который в разговорной речи называется «гриктаун». В районе было множество пекарен, парикмахерских, бакалейных лавок и кофеен. После нападения на общину в 1909 году, греки покинули Омаху, однако и на сегодняшний день, несмотря на их малочисленность, община представлена многими видными врачами, юристами, фармацевтами, бизнесменами и др., добившимися больших успехов. Община располагает двумя греческими православными церквями.

## История
В 1886 году Южная Омаха получила статус города. Будучи населённым многими европейскими иммигрантскими общинами, в нём появился оживлённый гриктаун, когда с 1870-х по 1909 годы здесь обосновались греческие иммигранты.

### Гриктаун
После начавшегося в 1880-х годах прибытия малочисленных групп иммигрантов, около 1900 года произошёл значительный рост числа греков Омахи, приезжавших в город для работы в сфере мясной промышленности. Мужчины нанимались на заводы в качестве штрейкбрехеров в период ряда забастовок, которые пытались организовать рабочие.
Согласно одной из оценок, к 1909 году насчитывалось около 2 000 греков, проживающих в Южной Омахе, большинство из которых селилось на пересечении улиц South 26th и Q, составлявших центр гриктауна, а остальные — вблизи пересечений улиц South 24th и Q, а также South 24th и L. К этому времени в Южной Омахе насчитывалось свыше 32 фирм, принадлежавших грекам и обслуживавших греческую общину, а также греческая православная церковь, школа и несколько двух- и трёхэтажных коммерческих зданий.
Нативистские настроения усугублялись тем, что греки нанимались штрейкбрехерами. Отношение к греческой общине Омахи часто было отрицательным, о чём издание «Omaha Daily News» писало следующее:
Их районы находятся в антисанитарном состоянии; они оскорбляют женщин… Сбившиеся в кучу в меблированных комнатах и живущие с небольшими затратами, греки создают угрозу для американского трудящегося человека — точно так же, как и японцы, итальянцы и другие подобные рабочие.
Мужчины упомянутых этносов нанимались в качестве штрейкбрехеров, что также вызывало недовольство у рабочих из числа американцев и национальных меньшинств, так как первые были готовы работать за низкую плату труда.

### Расовый бунт
Один из греческих иммигрантов был арестован после того, как его обвинили в сексе с белой женщиной в феврале 1909 года. Во время этого ареста был застрелен полицейский. Обвиняемый был пойман позднее. 21 февраля толпа из 3 000 мужчин и юношей собралась у здания тюрьмы в Южной Омахе, где он содержался. Пока полиция отвлекала толпу, заключённого перевели в Городскую тюрьму Омахи, однако, узнав об этом, собравшиеся напали на гриктаун, местный этнический анклав. Они вынудили греков покинуть этот район, разрушили фирмы и полностью уничтожили 30 зданий.

### Настоящее время
После бунта в гриктауне греческая община Омахи больше никогда не восстановилась. На сегодняшний день в городе проживает не более 1 000 американских греков, а в связи с улучшением экономического состояния Греции и принятием жёстких иммиграционных законов в США, за последние десятилетия в город эмигрировало незначительное число греков.
В городе имеется два греческих прихода: Греческая православная церковь Святого Иоанна Крестителя, являющаяся для общины историческим местом, и Греческая православная церковь Большой Омахи, также известная как GOCGO, что, однако, не сообразуется с общим количеством прихожан, число которых меньше, чем в 1960-х—1970-х годах.
Церковь Святого Иоанна Крестителя продолжает развиваться вследствие усилий по возрождению, осуществляемых одновременно с реализацией программы реконструкции городского центра. Церковь известна благодаря Омахскому самобытному греческому фестивалю (Omaha’s Original Greek Festival), проводимому ежегодно в сентябре месяце. 13—15 июня 2008 года церковь праздновала свой столетний юбилей, в связи с чем её посетил архиепископ Димитриос, глава Греческой Православной Архиепископии Америки.
Приход церкви Большой Омахи также продолжает расширяться благодаря новым семьям и мероприятиям. 4 июня 2010 года она отметила четырёхлетие своей службы.
Два процветающих прихода, находящиеся в ведении митрополита Денверского Исаии, играют важную роль в ассимиляции греческой общины с остальным населением Омахи.

## Известные представители

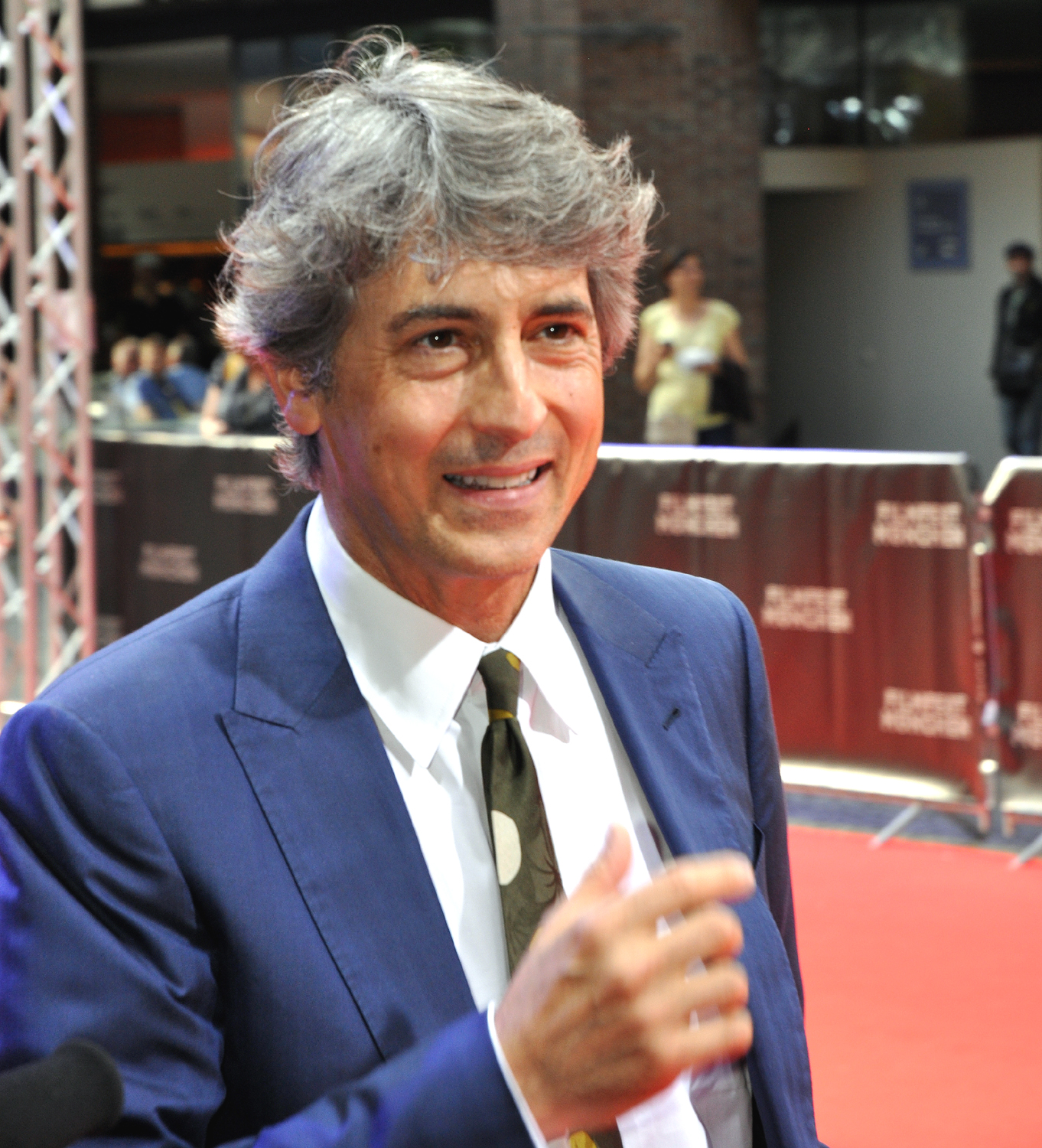
Александр Пэйн

- Александр Пэйн (род. 1961) — кинорежиссёр, сценарист и продюсер.